# Vision des Heiligen Bernhard (Perugino)
Die Vision des Heiligen Bernhard (italienisch Apparizione della Vergine a San Bernardo) ist ein Altargemälde des italienischen Malers Pietro Perugino und entstand um 1490/1494 in der Hochrenaissance. Die Altartafel ist mit Ölfarben auf Pappelholz gemalt.

## Hintergrund
Das Werk wurde von den Brüdern Bernardo und Filippo Nasi in Auftrag gegeben, um damit den Altar in der Kapelle der Zisterzienserkirche Santa Maria Maddalena di Cestello in Florenz auszustatten. Es wurde zwischen 1491 und 1493 angefertigt. Das Thema des Bildes ist eine Szene aus dem Leben des Hl. Bernhard von Clairvaux, dem bei der Niederschrift seiner Homilien die Mutter Gottes und der Evangelist Johannes sowie der Hl. Bartholomäus erscheinen.

## Bildbeschreibung
Maria tritt in Begleitung von zwei ihr nachfolgenden Engeln in eine lichtdurchflutete Halle mit einer von Pfeilern gestützten Deckenkonstruktion. Sie steht mit lehrendem Zeigegestus links im Bild vor den an einem Schreibpult sitzenden Heiligen, der eine schlichte, hellgraue Tunika trägt, wie sie für die Mönche der Zisterzienser üblich ist. Die rechte Hand hält sie in einer zeigenden Geste vor dem Bauch, die linke Hand offen etwas tiefer. Maria trägt ein rotes bodenlanges Kleid mit einem dunkelblauen Umhang. Sie hält den Kopf leicht geneigt und schaut in die Richtung des Heiligen. Dieser hat beide Hände ungefähr auf der Höhe seiner Brust zu einer demütigen Geste des Empfangens erhoben und schaut zu ihr auf. Hinter ihm stehen auf Höhe des Pfeilers in der rechten Bildhälfte der Evangelist Johannes und der Apostel Bartholomäus. Die beiden Engel stehen ihnen gegenüber ebenfalls auf Höhe eines Pfeilers in der linken Bildhälfte. Die Kompositionen des Bildes zeigt eine symmetrische Anordnung der Figuren.
Im Hintergrund sind drei große bogenförmige Fensteröffnungen, durch die Licht hereinfällt und die umgebende Landschaft mit einigen Gebäuden, Bergen und Bäumen zu sehen ist. Der Engel ganz links, der leicht vor dem anderen steht, trägt ein dunkelgraues Kleid mit einem grünen Umhang. In der rechten Hand hält er einen Zweig mit zwei Blüten und in der linken Hand ein Buch. Der andere Engel ist mit einem dunkelblaue, fast schwarzen Gewandt bekleidet und in einen orangefarbenen Umhang gehüllt. Wie auf der linken Seite steht hier der bärtige Apostel Bartholomäus etwas im Vordergrund. Er ist mit grünem Gewandt und rotem Umhang bekleidet, während der Evangelist Johannes ein dunkelgraues Gewandt und einen dunkelgrünen Umhang trägt. Er hält in der rechten Hand ein Kreuz und in der linken Hand ein Buch. Beide halten ihre Köpfe wie in einem Zwiegespräch einander zugeneigt. Alle sechs Personen sind mit einem Heiligenschein versehen. Auf dem hölzernen Schreibpult liegt ein geöffnetes Buch. Der Fluchtpunkt an dem sich alle perspektivischen Linien des Gemäldes treffen, liegt in der Landschaft in der Bildmitte auf dem grünen Hügel etwas unterhalb des Bergrückens.

## Provenienz
Das Gemälde, ein Hauptwerk Peruginos, kam zunächst durch Erbschaft in das Hause Capponi, wo es sich bis etwa 1829 befand. Es wurde durch Vermittlung von Johann Baptist Metzger für König Ludwig I. erworben. Seinerzeit war es eine der Hauptattraktionen, da Perugino als einer der größten Maler aller Zeiten galt. Heute ist es in der Alten Pinakothek München ausgestellt.